# Prophalacrocorax ronzoni
Prophalacrocorax ronzoni — викопний вид пеліканоподібних птахів родини сулових (Sulidae), що існував в олігоцені в Європі. Рештки птаха знайдені поблизу міста Ронзон провінції Овернь у Франції.